# Woodson R. Oglesby

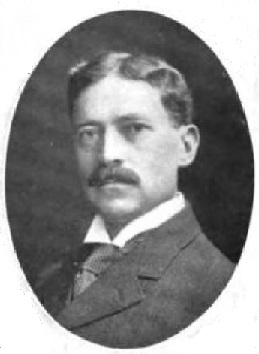
Woodson R. Oglesby

Woodson Ratcliffe Oglesby (* 9. Februar 1867 bei Shelbyville, Kentucky; † 30. April 1955 in Quincy, Florida) war ein US-amerikanischer Jurist und Politiker. Zwischen 1913 und 1917 vertrat er den Bundesstaat New York im US-Repräsentantenhaus. Der Kongressabgeordneter Richard J. Oglesby war sein Cousin.

## Werdegang
Woodson Ratcliffe Oglesby wurde ungefähr zwei Jahre nach dem Ende des Bürgerkrieges im Shelby County geboren. Er besuchte öffentliche Schulen, das Kentucky Wesleyan College (damals in Millersburg) und die Illinois Wesleyan University in Bloomington. Oglesby studierte Jura. Nach dem Erhalt seiner Zulassung als Anwalt 1890 begann er in New York City zu praktizieren. Während des Spanisch-Amerikanischen Krieges diente er als Private in der Kompanie C des 71. Regiment der New York National Guard. Politisch gehörte er der Demokratischen Partei an. 1906 saß er in der New York State Assembly. Er nahm 1912 als Delegierter an der Democratic National Convention teil.
Bei den Kongresswahlen des Jahres 1912 für den 63. Kongress wurde Oglesby im 24. Wahlbezirk von New York in das US-Repräsentantenhaus in Washington, D.C. gewählt, wo er am 4. März 1913 die Nachfolge von George Winthrop Fairchild antrat. Er wurde einmal wiedergewählt. 1916 kandidierte er erfolglos für den 65. Kongress und schied dann nach dem 3. März 1917 aus dem Kongress aus.
Nach seiner Kongresszeit ging er in New York City wieder seiner Tätigkeit als Anwalt nach, welche er bis zu seiner Pensionierung 1928 ausübte. Er lebte in Yonkers und Quincy. Am 30. April 1955 verstarb er in Quincy und wurde dann auf dem Eastern Cemetery in Quitman (Georgia) beigesetzt.